# Trifluoperazin
Trifluoperazin ist ein Arzneistoff, der als Tranquilizer und stark wirksames Neuroleptikum verwendet wird. Es zählt zur Gruppe der Phenothiazine.